# Loma Bonita (Morelos)
Loma Bonita es una localidad del estado mexicano de Morelos. Es parte del municipio de Tepoztlán.

## Demografía
| Censo | Población |
| ----- | --------- |
| 2000  | 406       |
| 2010  | 2332      |
| 2020  | 4321      |